# Kostel svatého Jiří (Spišská Sobota)
Kostel svatého Jiří je gotická stavba ve Spišské Sobotě, předměstí Popradu, v Prešovském kraji. Spolu s měšťanskými domy, rekonstruovanou renesanční zvonicí, Mariánským sloupem a evangelickým klasicistním kostelem tvoří podstatnou část sobotského náměstí. Kostel patří do farnosti Poprad-Spišská Sobota.

## Historie stavby
První písemná zmínka o Spišské Sobotě pochází z roku 1256. O sedmnáct let později, v roce 1273, se do historie zapsal i původně pozdně románský katolický kostel sv. Jiří. Z tohoto období je patrné pouze jižní obvodové zdivo lodi a válcová klenutá věž. S připojením sousední osady Stojanova (1411) se město začalo hospodářsky i stavebně rozvíjet a v roce 1464 byl pod vedením stavitele Jorge Steinmetzera kostel přestavěn v gotickém slohu. Původní presbytář byl nahrazen novým, širším a polygonálním na východní straně kostela. Steinmetzer vložil nová okna s kružbami a přistavěl pastoforium. V letech 1502-1514 byla k severní lodi přistavěna kaple svaté Anny a sakristie. Na konci 16. století byla do vřetenovitého náměstí vestavěna renesanční zvonice (1598), kterou postavil kežmarský mistr Ul. Materera. Ve druhé polovině 17. století byl v kostele postaven varhanní kůr a dřevěná empora. Barokní obnova přinesla do kostela jižní předsíň, na druhé straně mu vzala renesanční atiku a nahradila ji novou. V roce 1813 došlo v Spišské Sobotě k zemětřesení, které způsobilo pád gotické klenby v severní kapli a poškodilo i oltář. Klenba byla nahrazena současnou. K nedávným urbanistickým změnám patřilo i odstranění radnice a řeznických krámů z náměstí v 19. století. Poslední a nejnovější úpravy byly provedeny orgány státní památkové péče a pocházejí z první třetiny 20. století. Od roku 1950 je celé náměstí ve Spišské Sobotě vyhlášeno městskou památkovou rezervací.

## Architektonický popis

### Exteriér
Kostel svatého Jiří je zčásti oplocený a zčásti obehnaný zdí spolu s renesanční zvonicí. V západní části kostela stojí pozdně románská čtverhranná věž, ve vyšší části členěná římsou, má cibulovitou helmici s hodinovými ciferníky na každé straně, pod nimi je po celém obvodu dřevěný ochoz. Presbytář a loď jsou zastřešeny průběžnou sedlovou střechou. Severní přístavek je krytý pultovou střechou a je zesílen třemi sníženými, stupňovitými, opěrnými pilíři, mezi nimiž jsou gotická okna s kružbami. Gotické pilíře a okna se opakují na polygonálním východním průčelí. Na jižní straně je k lodi připojeno atrium se štítovou stěnou. Jižní předsíň se vstupem do kostela je překlenuta pruskými klenbami.

### Interiér
Původní jižní vstupní portál, skrytý v sakristii, je zapuštěný, členěný sloupkem, na němž je hlavice s naturalistickým ornamentem listů, který je použit jako vlys i na dalších místech portálu. Kostel svatého Jiří je dvoulodní s kněžištěm. V letech 2002-2008 byly v kapli svaté Anny vytvořeny vitráže od akademického malíře Mariana Čižmárika, původem z Popradu. V listopadu 2013 Marián dokončil instalaci poslední vitráže v hlavní lodi kostela. Okna se zabývají motivem doteku a zdůrazňují srdce jako symbol Krista, který je zahalen, ale jako by se postupně odhaloval. Obklopují ho živly a prvky, které jsou člověku nejbližší. Mezi tyto symboly patří oheň, voda, nebe a země. Iniciativu na obnovu vitráží v kostele vzešla od bývalého správce místní římskokatolické farnosti Michala Liptáka.

### Loď
Loď je zaklenuta na středový stupňovitý sloup, který vytváří dvoulodní loď. Tato osmiboká podpěra má vysoký sokl a nízký podstavec kruhového, půdorysného tvaru. Západní část lodi nad emporou je zaklenuta křížovou, žebrovou klenbou, východní pole jsou zaklenuta kruhovou, žebrovou klenbou. Všechny žebrové průniky v lodi jsou spojeny svorníkem s rostlinným vzorem, s výjimkou svorníku nad severozápadní částí, kde vzor chybí. Žebra jsou se stěnami protnuta šikmým podřezáním klínového profilu. Vestavěná cihlová empora má zábradlí osazené na malých cimbuřích. Je zaklenuta, stejně jako kněžiště, pruskými klenbami a jsou v ní dřevěné varhany lemované sochami zakončenými perlovcovými křídly. Pod emporou je vstup do věže, která je zaklenutá. Loď a presbytář jsou odděleny vysokým, klenutým triumfálním obloukem. Na jeho pravé straně je dřevěná kazatelna na polygonálním parapetu s ušlechtilým ornamentem, perlovcem a rozetami, nad ní baldachýn. Nahoře jí prochází tmavý trám s nápisem; na něm je sousoší Ukřižovaného z Kalvárie, dvou lotrů, Panny Marie a svatého Jana.

### Presbytář
Svatyně je zaklenuta jedním polem křížové žebrové klenby a v pětiosém poli je odpovídající část hvězdicové klenby se středovým svorníkem. Žebra mají klínový profil a kotví se do zaoblených kuželových konzol, které jsou upevněny ve stěnách. Naproti dvěma vyšším, jižním oknům se nachází pastoforium s kružbami a malovaným orámováním. Vlevo od něj jsou dveře vedoucí do sakristie, zaklenuté, s oknem do severní ulice, východem do dvora a do prvního patra. Západně od ní je podélná kaple svaté Anny s vysokou pruskou klenbou, přiléhající k lodi a bočnímu prostoru u věže s kaplí Božího hrobu.

### Hlavní oltář sv. Jiří
Hlavní oltář je dílem Mistra Pavla z Levoče. Jedná se o pozdně gotický křídlový oltář z roku 1516, v jehož středním oltářním oblouku je umístěna skupinová plastika souboje svatého Jiří na koni s drakem a pozadí vyplňují postavy a středověká architektura. Nad reliéfem je květinový věnec. Pod sochou svatého Jiří je výjev z Poslední večeře, který je podobný oltáři farního kostela v Levoči. V nástavci je korunovace Panny Marie, na bočních pohyblivých křídlech archy je dvanáct malovaných desek s výjevy ze života svatého Jiří, Jana Křtitele, svatého Floriána, svatého Kryštofa a dalších. Kolem oltáře je zábradlí s akantovým dekorem a hlavami andělů.

### Boční oltář Panny Marie
Pozdně gotická dřevořezba s plastikou Madony s dítětem v náručí uprostřed. Dítě drží lidové hračky a vedle nich jsou ve výklencích sochy světic Kateřiny, Barbory, Markéty a Doroty. Nástavec je sevřen fiálami, uprostřed je Veraikon a sochy svatého Petra a Pavla. Na frontonu je obraz Krista s apoštoly a otevřená křídla oltáře zdobí výjevy ze života Panny Marie (Narození, Zvěstování, Příchod tří králů a Obětování Izáka).

### Boční oltář svaté Anny
Uprostřed polychromované dřevořezby je socha svaté Anny, Panny Marie a Ježíše. V přední části jsou výklenky Via dolorosa, po jejich stranách je opět svatá Marie se svatým Janem. Stejně jako na ostatních oltářích použili autoři techniku malby temperovou barvou na dřevo.

### Další historické vybavení kostela
V presbytáři se dále nachází oltář svatého Mikuláše biskupa, oltář svatého Josefa a přenosný gotický oltářní obraz. Na vnějších stěnách jsou umístěny epitafy (Jiřího Grosse, Jana Griese a dalších) a náhrobky (např. Jana Weise).

## Renesanční zvonice
Jedná se o jednu z dvanácti renesančních zvonic na Slovensku. Všechny mají čtvercový půdorys, okna v horní části a věžovitý charakter. Městská zvonice ve Spišské Sobotě je největší z nich. Stojí samostatně, východně od kostela svatého Jiří. Má volutovou atiku a obloučkový vlys místo římsy po obvodu. Nad ní jsou tři sdružená okna s půlkruhovým zakončením. Průčelí od fary má pouze jedno, dvojité okno, druhé, situované směrem k měšťanským domům, má štíhlou válcovou věžičku, v níž je točité schodiště. Ve zvonici jsou tři zvony.

## Galerie

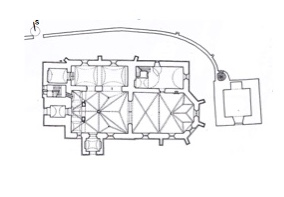
Plán kostela a renesanční zvonice
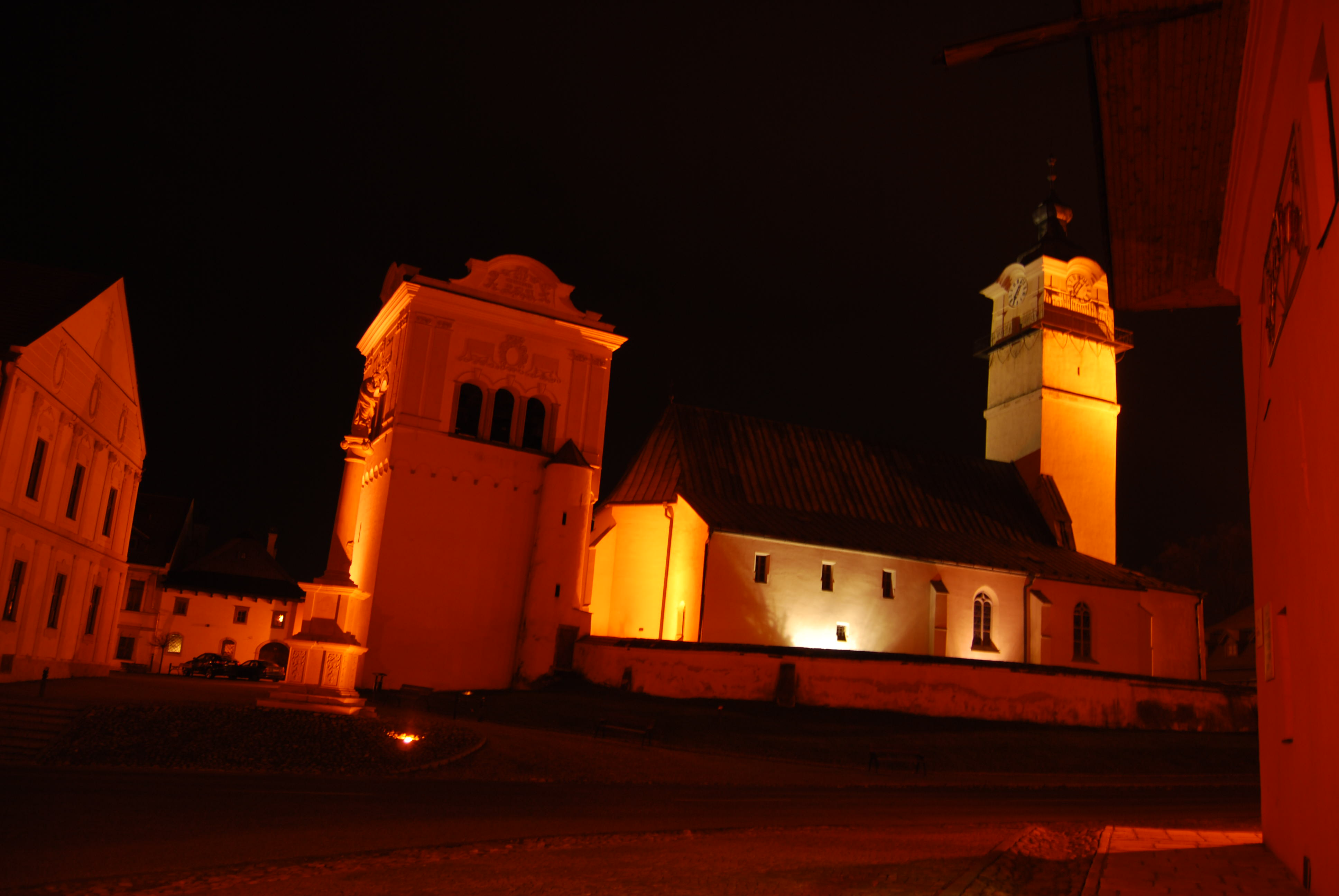
Noční pohled
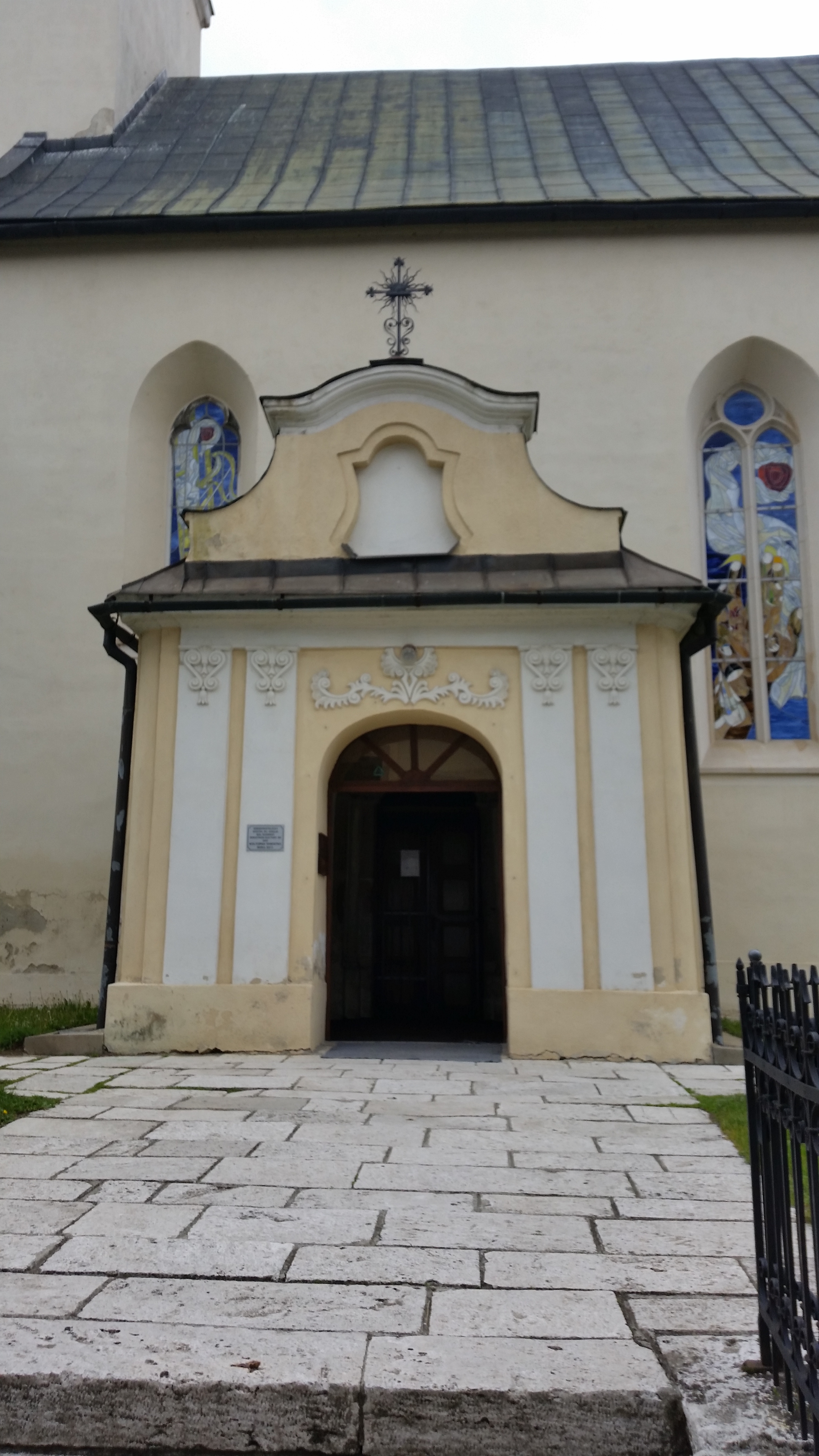
Jižní pohled na vstupní halu se štítem
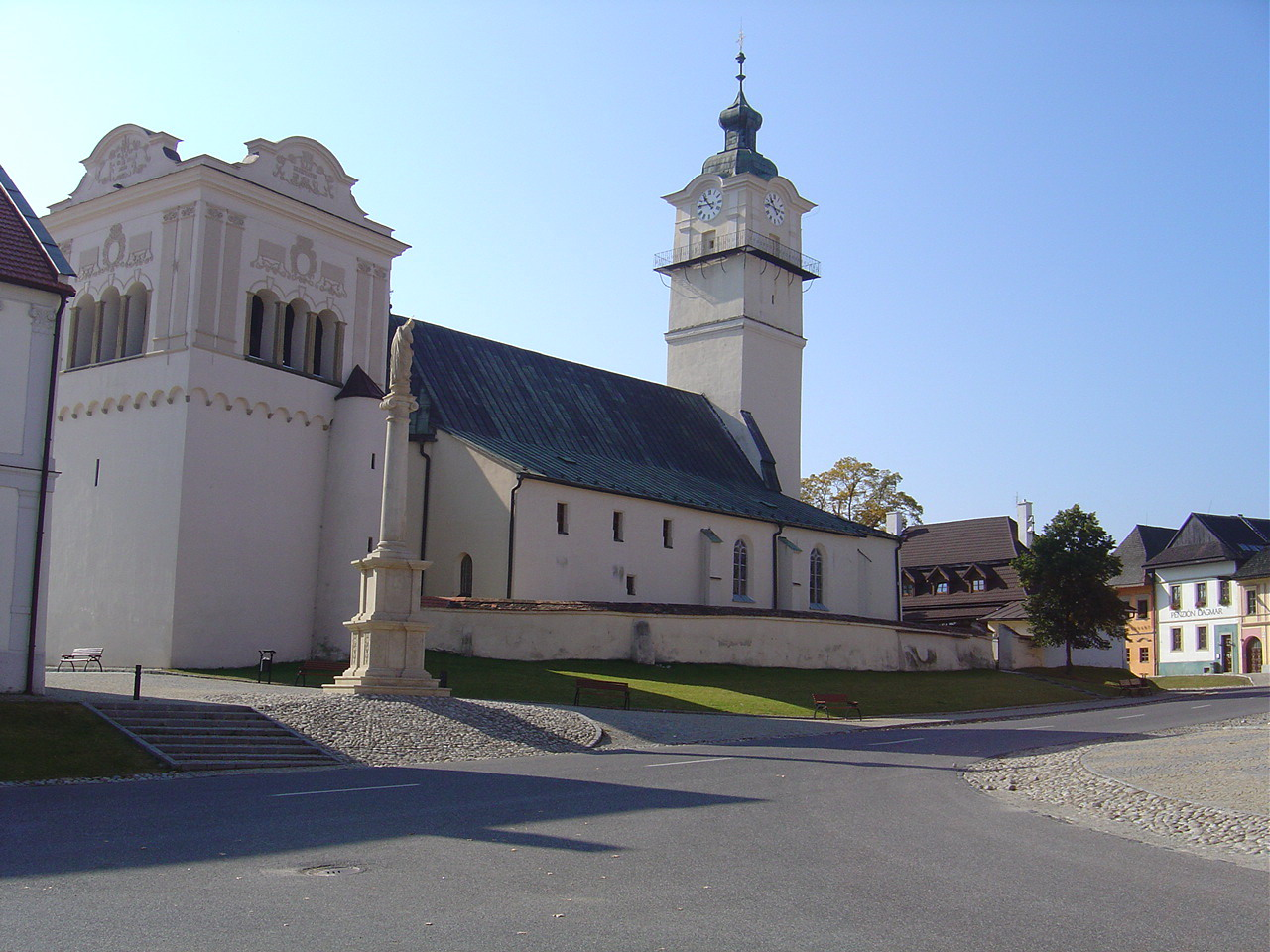
Pohled od severu
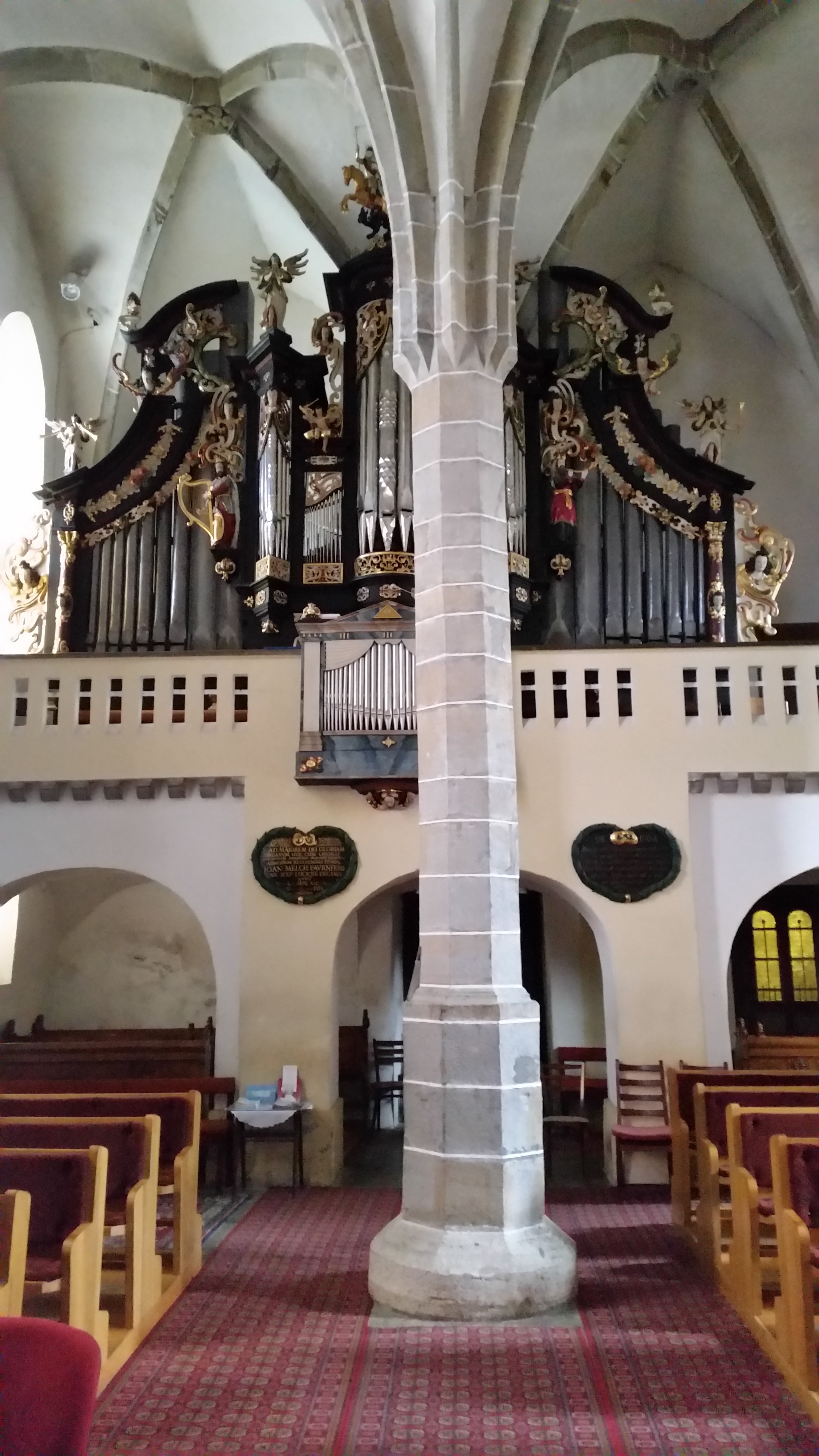
Sloup vytvářející efekt dvojité lodi s křížovou klenbou v pozadí
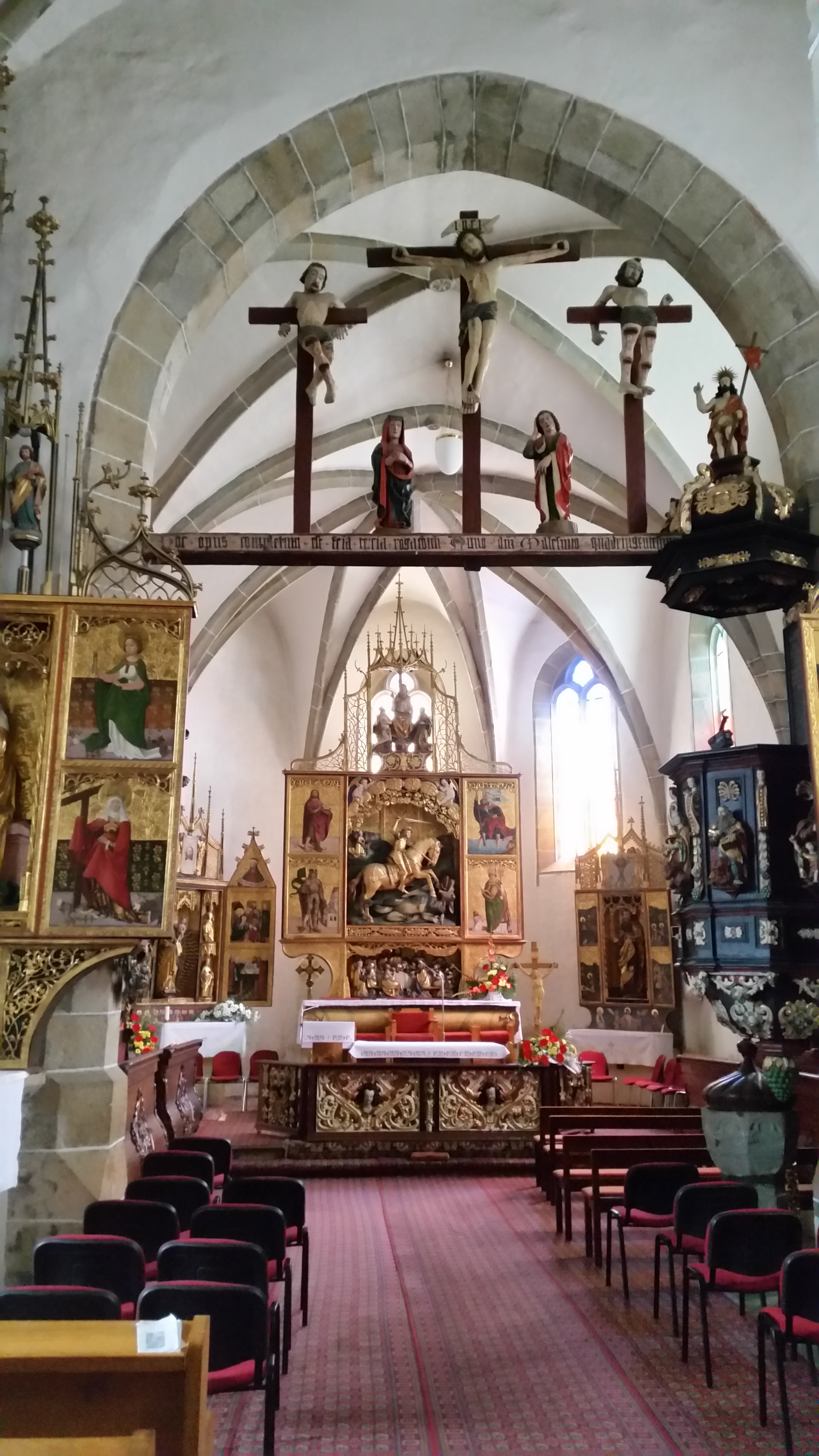
Hlavní oltář kostela od Mistra Pavla z Levoče
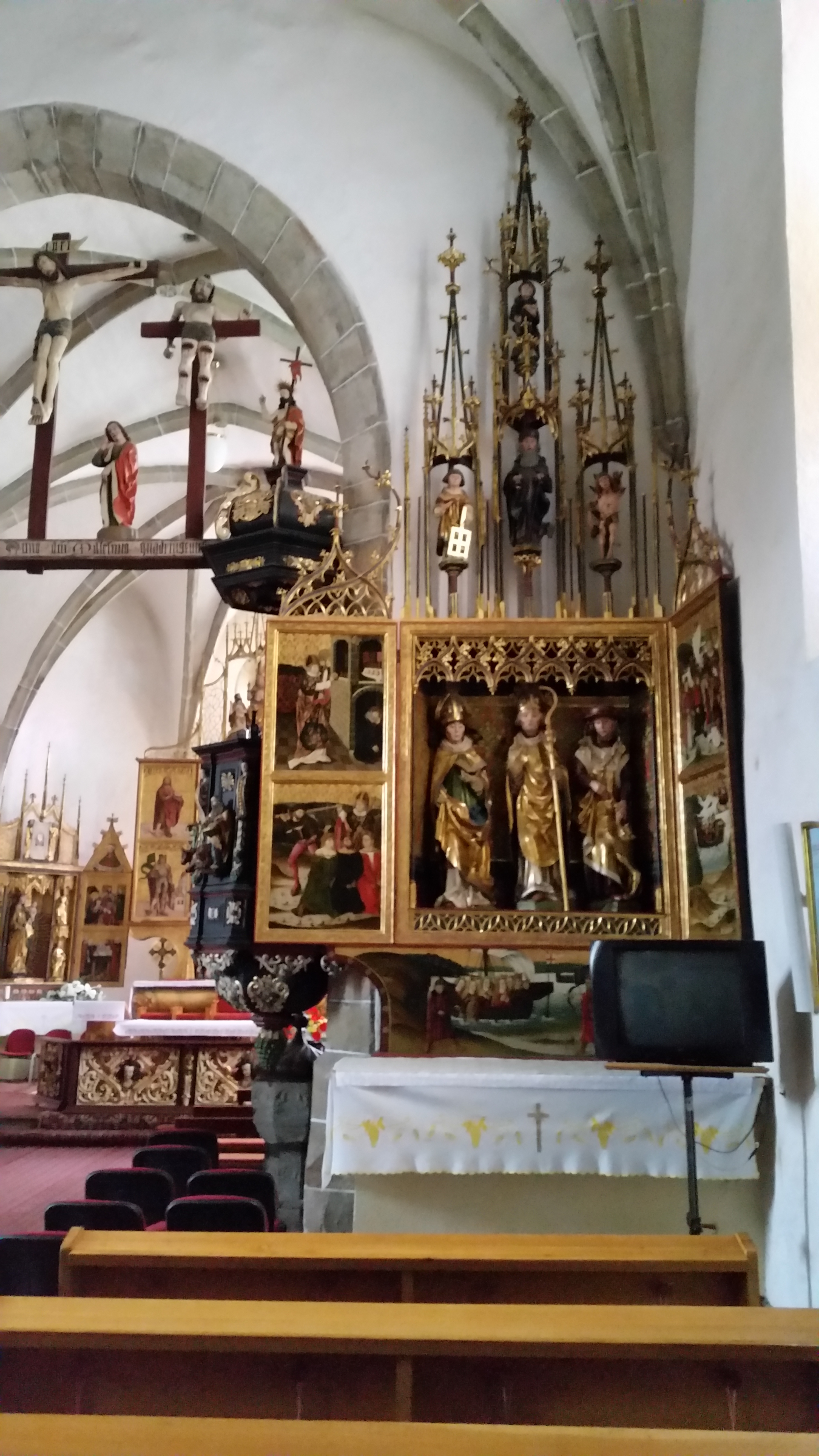
Boční oltář svatého Mikuláše (v klenbě sochy: sv. Augustin, sv. Mikuláš, sv. Hieronym)
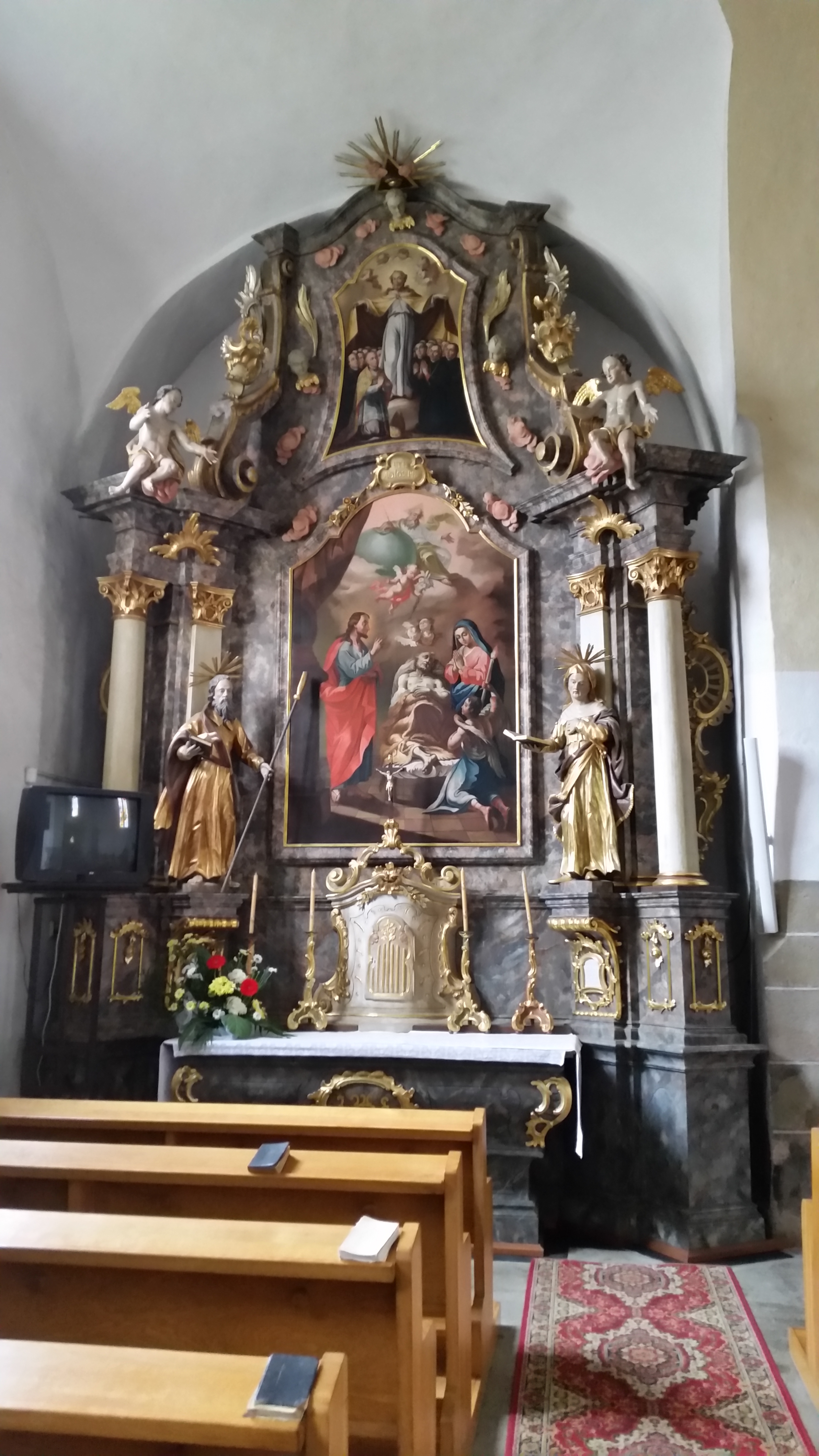
Boční oltář svatého Josefa (na obraze Smrt svatého Josefa)
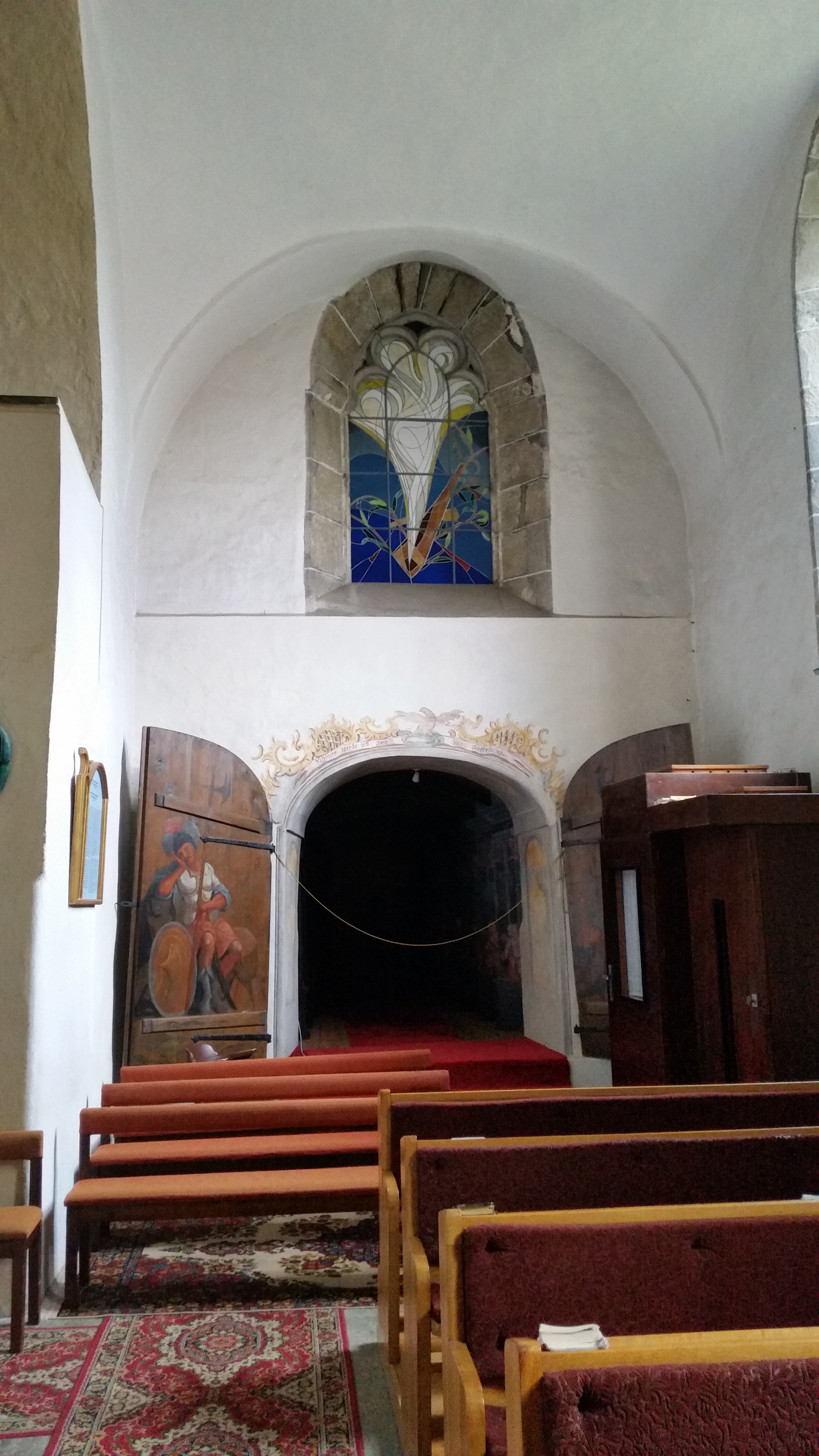
Obraz v kapli Božího hrobu (dva vojáci na dveřích).
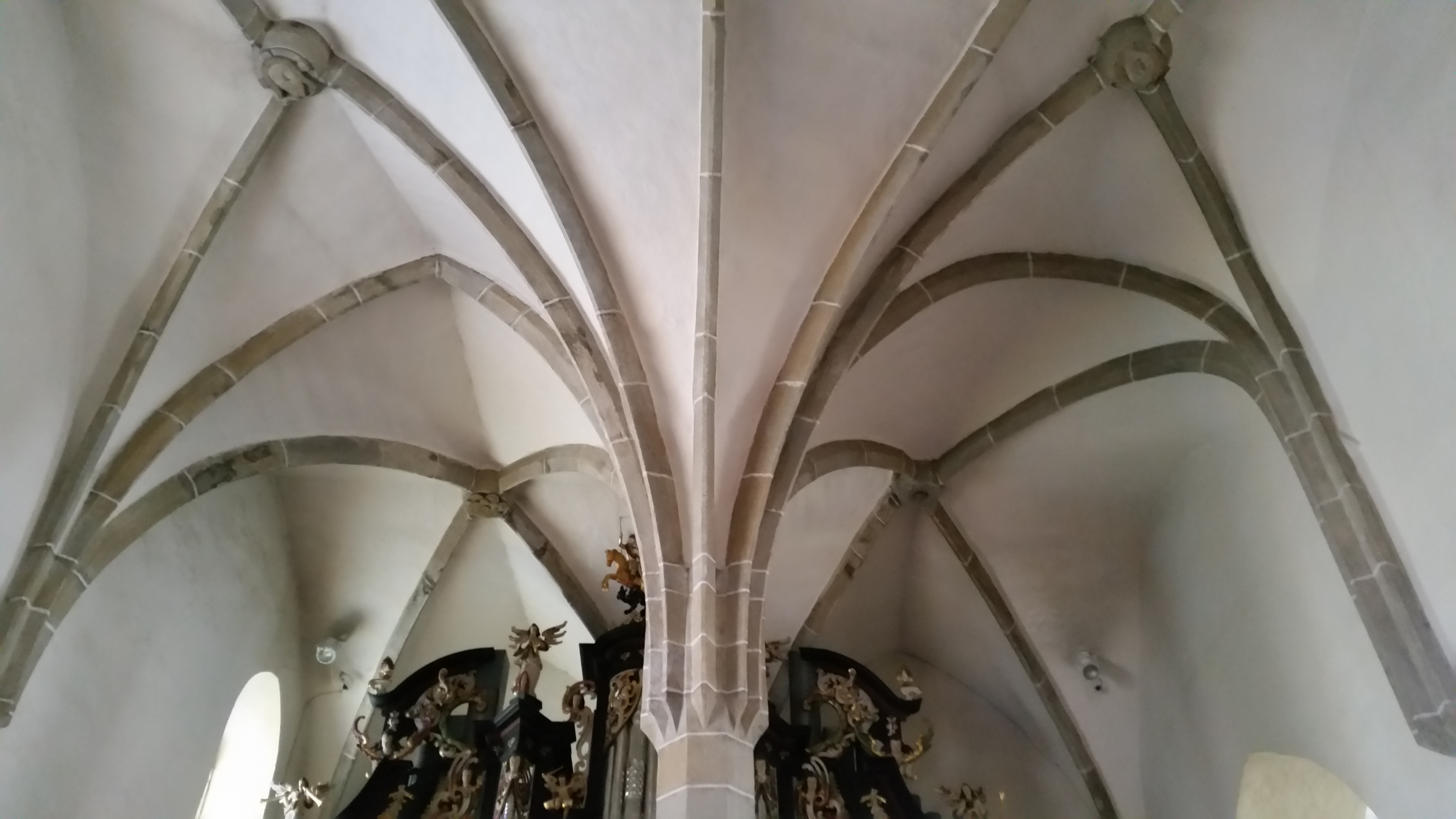
Klenba nad emporou a varhanami
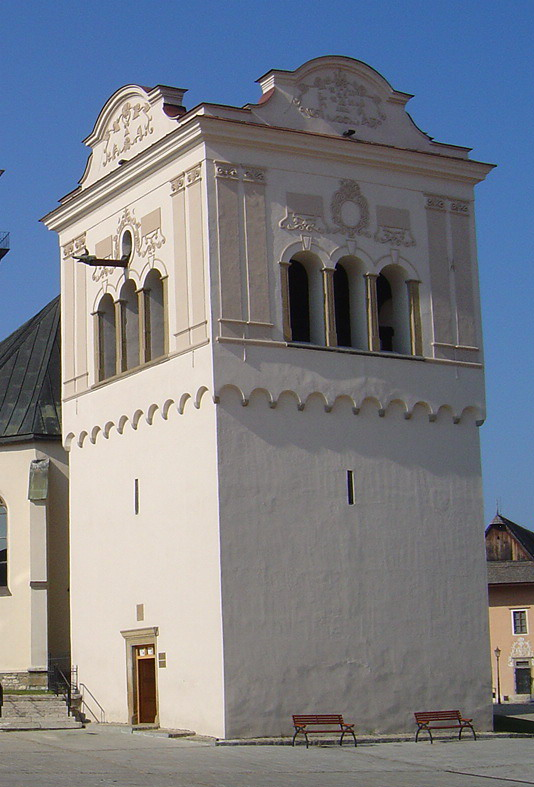
renesanční zvonice u kostela